# Ишимбайская школа олимпийского резерва
ИСДЮШОР, Ишимбайская детско-юношеская спортивная школа олимпийского резерва по шашкам — учреждение дополнительного образования детей в городе Ишимбае, специализирующееся на виде спорта шашки. Открылась в 1989 году как ДЮСШ. Адрес: Республика Башкортостан, г. Ишимбай, проспект Ленина, 51. Директор: Д. Х. Сакаев.
Помещение ИСДЮШОР — место проведения почти ста чемпионатов и первенств России.

## Тренеры
- Мильшин, Владимир Иванович
- Мильшина, Елена Александровна
- Беллер, Ольга Александровна,
- Абдульманова, Лилия Салаватовна
- Сафина, Гульнара Закиевна
- Сафин, Янис Альфирович

## Подготовленные спортсмены в сборные РФ
- взрослые — Георгиев Александр, Мильшин Владимир, Георгиева Гузель, Тансыккужина Тамара, Мильшина Елена, Абдуллина Олеся, Идрисова Айгуль, Ишимбаев Ринат, Федин Сергей, Шайбаков Айнур, Аминова Алия
- юноши, юниоры — Тансыккужина, Абдуллина, Шайбаков, Штумпф Виталий, Личагин Константин, Ишмуратов, Сирбаева Лилия, Файзуллина, Дусмеева Регина, Нигматуллин, Мильшин Максим, Сафина Ляйсян, Саитгалина, Кутлугильдинов, Мухаметьянов, Хисамутдинова Эльвира, Сафин, Галеев, Ишмуратов, Федин, Аминова
- кадеты, мини-кадеты — Абубакирова Г. А., Аллагузин А. Х., Аюпова Руф. А., Байгильдин А. З., Минигузин А., Мкртумян А.